# Kotovskij
Kotovskij (Котовский) è un film del 1942 diretto da Aleksandr Michajlovič Fajncimmer.